# Čakovická tabule
Čakovická tabule je geomorfologický okrsek ve střední části Českobrodské tabule, ležící v okresech Nymburk, Kolín, Praha-východ ve Středočeském kraji a na území hlavního města Prahy.

## Poloha a sídla

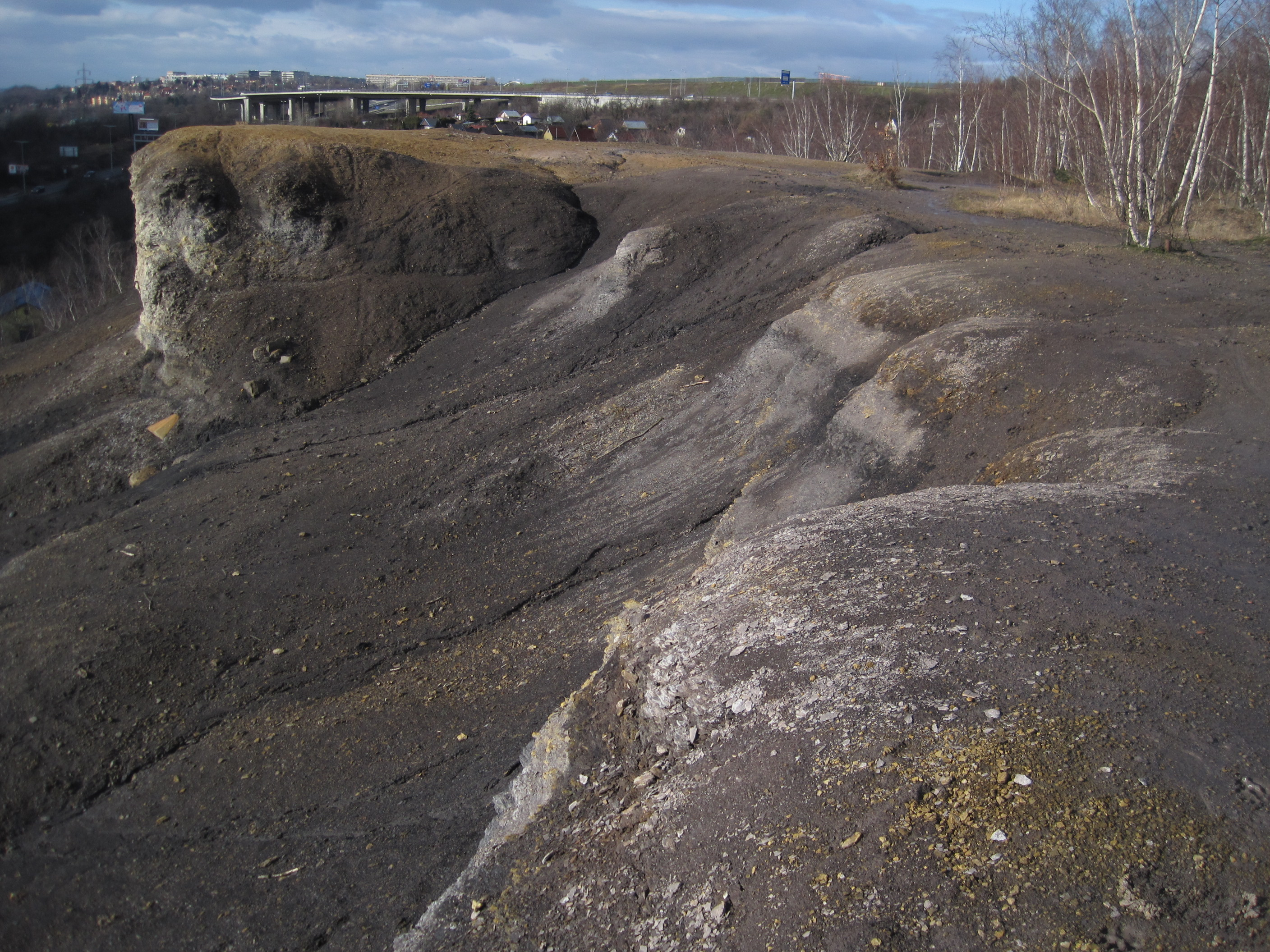
Přírodní památka Cihelna v Bažantnici

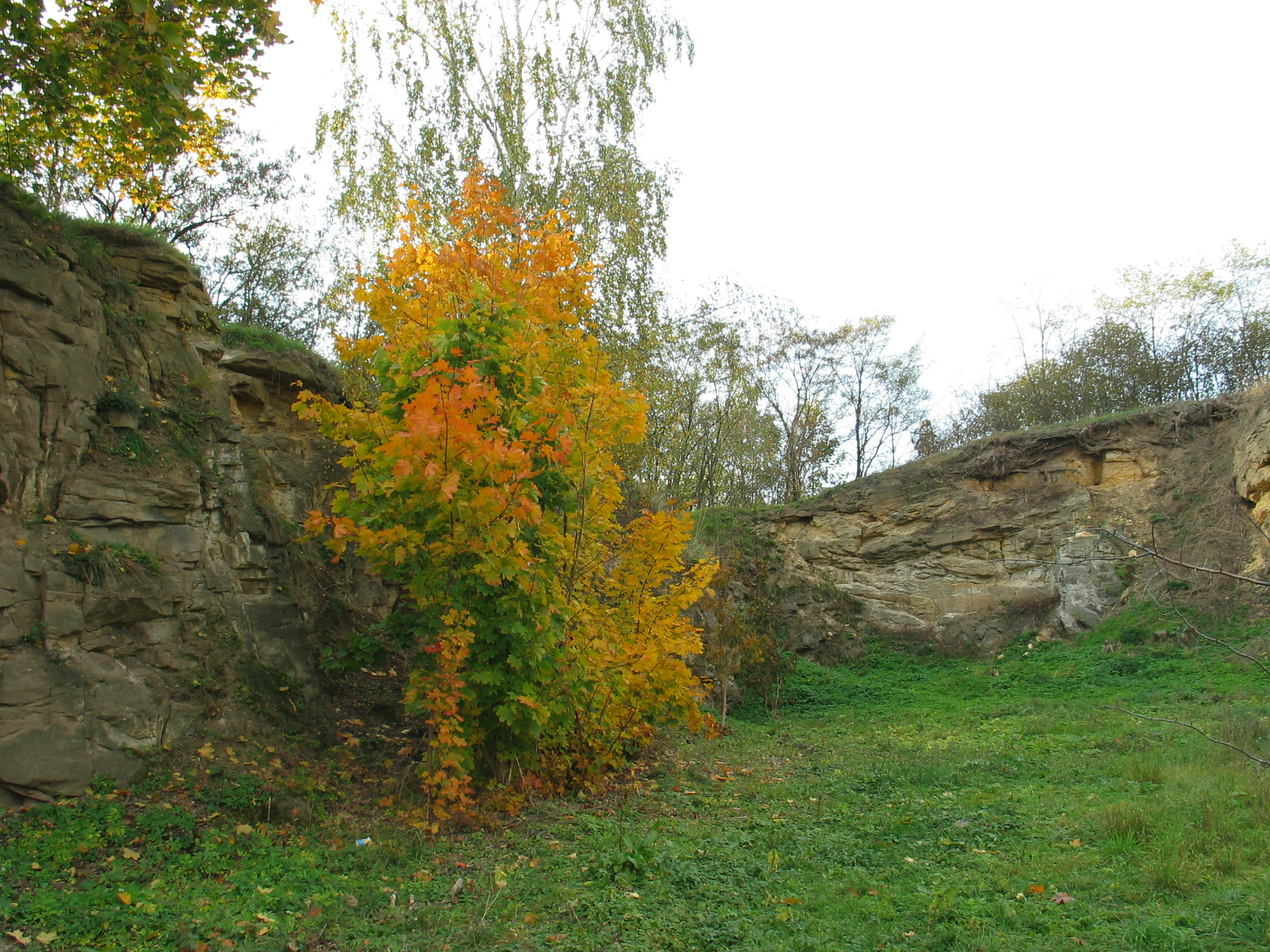
Přírodní památka Chvalský lom

Území okrsku leží zhruba mezi sídly Bořanovice (na severozápadě), Přezletice a Brandýs nad Labem (na severu), Kounice (na východě), Újezd nad Lesy (na jihu) a pražskou částí Vysočany (na jihozápadě). Zcela uvnitř okrsku leží větší obce Zeleneč, Šestajovice, Líbeznice a více městských částí Prahy, např. Čakovice, podle kterých je okrsek pojmenován.

## Geomorfologické členění
Okrsek Čakovická tabule (dle značení Jaromíra Demka VIB–3E–2) náleží do celku Středolabská tabule a podcelku Českobrodská tabule.
Podle členění Balatky a Kalvody se okrsek dále již nečlení. V tomto členění je Čakovická tabule definována jako územně rozsáhlejší.
Tabule sousedí s dalšími okrsky Středolabské tabule (Kojetická pahorkatina a Labsko-vltavská niva na severu, Čelákovická pahorkatina na východě, Bylanská pahorkatina na jihovýchodě) a s celkem Pražská plošina na západě a jihu.

## Významné vrcholy
- Svědčí hůra (252 m)
- Skřivánek (244 m)

Nejvyšším bodem okrsku je vrstevnice (293 m).